# Microsoft Comic Chat
Microsoft Comic Chat (in späteren Versionen Microsoft Chat) ist ein IRC-Client, der erstmals im Jahr 1996 zusammen mit dem Internet Explorer 3.0 veröffentlicht wurde. Als Alleinstellungsmerkmal gegenüber anderen IRC-Clients stellt das Programm Gespräche nicht als Text dar, sondern generiert automatisch eine grafische Repräsentation in Form eines Comics.

## Funktionsweise
Microsoft Comic Chat entstand im Rahmen einer von Microsoft Research geleiteten Studie, die auf der SIGGRAPH 1996 öffentlich präsentiert wurde. Ziel der Studie war die computergestützte automatische Entwicklung und Darstellung von Comics aus einem textbasierten Gespräch.
Wie in einem echten Comic werden Gespräche hierbei in Form von Panels dargestellt. Das Programm enthält verschiedene vorgefertigte Hintergründe und Charaktere, die auf Entwürfen des Comiczeichners Jim Woodring basieren. Jeder Charakter enthält acht verschiedene Emotionen, die über das „Emotionsrad“ (englisch emotion wheel) dargestellt werden. Das Programm analysiert automatisch aus bestimmten Hinweisen in der Nachricht wie dem Vorhandensein von Smileys, bestimmten Begriffen oder Akronymen und auch der Zeichensetzung die für die jeweilige Situation korrekte Emotion und stellt diese entsprechend auf dem Panel dar. Durch manuelles Klicken auf das Emotionsrad kann auch abweichend eine andere Emotion ausgewählt werden. Neben den acht Emotionen gibt es noch bestimmte weitere Aktionen, die durch einen Charakter dargestellt werden können, wie z. B. das Winken.
Beim Senden einer Nachricht werden die beteiligten Charaktere auf dem Panel dargestellt und eine Sprechblase gezeichnet, die die Nachricht enthält. Das Programm enthält hierbei Algorithmen, um die korrekte Platzierung der Charaktere und die richtige Reihenfolge der Sprechblasen sicherzustellen. Ebenso analysiert das Programm automatisch, wann ein neues Panel eröffnet werden muss. Betritt eine neue Person den Chatroom, wird diese Person vergrößert dargestellt, ähnlich wie bei Charakteren, die in einem Comic erstmals vorgestellt werden.
Da Microsoft Comic Chat das IRC-Protokoll nutzt, ist es vollständig mit textbasierten IRC-Clients kompatibel. Die speziellen Funktionen von Comic Chat werden über Zeichenketten am Anfang jeder Nachricht an die anderen Clients übertragen. Nutzer eines textbasierten IRC-Clients werden ebenso in den Comic eingebunden mit dem Unterschied, dass diese durch einen zufällig ausgewählten Charakter dargestellt werden.

## Versionsgeschichte
Die ursprüngliche Version von Microsoft Comic Chat wurde im Jahr 1996 als Beigabe zum Internet Explorer 3.0 veröffentlicht.
Zusammen mit dem Internet Explorer 4.0 erschien 1998 eine aktualisierte Version unter der Bezeichnung Microsoft Chat 2.0, das hauptsächlich eine bessere Integration mit NetMeeting bietet. Im Juli 1998 erschien die letzte Version Microsoft Chat 2.5, die später auch mit dem Internet Explorer 5.0 gebündelt wurde.

## Bedeutung
Microsoft Comic Chat konnte als Programm zwar nie eine größere Verbreitung finden, aber die wissenschaftlichen Grundlagen hinter dem Programm wurden von weiteren Autoren aufgegriffen und weiterentwickelt. Comic Chat gilt dabei auch als frühes Beispiel für eine virtuelle, grafische Übertragung menschlicher Kommunikation über das Internet.